# هيروز (الموسم الثاني)
أطلق الموسم الثاني من الأبطال Heroes في 24 أيلول، 2007 وكان يبث حصرياً على شبكة هيئة الإذاعة الوطنية الأمريكية، يضم الموسم الثاني 11 حلقة أعدت لتشكل أحداث القصة الثانية من السلسلة واسمها الأجيال Generations. بثت الحلقة الأخيرة من السلسلة في 3 كانون الأول 2007 وحقق الموسم الثاني متوسط عدد مشاهدين يقدر ب 13.1 مليون مشاهد أمريكي.

## الملخص
تبدأ القصة بعد أربعة أشهر من أحداث كيربي بلازا، بيتر ومات وناثان وسايلر كلهم نجوا من الأحداث الأخيرة وهم يحاولون العودة إلى حياتهم الطبيعية ولكن ذلك لا يحدث. يكون بيتر مفقوداً ويعاني من فقدان الذاكرة. وهيرو ينتقل إلى الماضي وتحديداً إلى عام 1671 في اليابان حيث يقابل بطله ومثله الأعلى عندما كان طفلاً الأسطورة«تاكيزو كينسي» وبعدها يكتشف هيرو أنه ليس ذلك البطل الذي توقعه. يحاول آدم إطلاق فيروس مميت معدي تم اكتشافه على يد خبراء الشركة ولكن الأبطال يجتمعون في النهاية ويتمكنون من ايقاف كارثة عالمية.

## الشخصيات الرئيسية
- موهيندر سوريش (سينديل رامامورثي): عالم جينات والده هو تشاندرا سوريش مؤلف كتاب تطور الكائنات، عمل بداية مع نوا لإسقاط الشركة ولكنه انضم إليها فيما بعد.
- نوا بينيت (جاك كولمان): وهو والد كلير بالتبني ويعمل على إسقاط الشركة.
- كلير بينيت (هايدن بانتير): طالبة في الثانوية عمرها 16 عاماً، لها القدرة على التشافي من الجراح والأمراض.
- بوب بيشوب (ستيفن توبولوسكي): وهو رئيس الشركة ووالد إلي لديه القدرة على تحويل المعادن إلى ذهب.
- إلي بيشوب (كريستين بيل): موظفة كقاتلة في الشركة عمرها 24 عاماً، لها القدرة على إطلاق صعقات كهربائية مميتة.
- نيكي ساندرز (ألي لارتر): زوجة دي إل وأم مايكا، لديها قوى خارقة ومشكلة تعدد الشخصيات.
- مايكا ساندرز (نواه غراي-كيبي): ابن نيكي ودي إل، لديه القدرة على الاتصال بالإلكترونيات والتحكم بها.
- آدم مونرو (ديفيد أندرز): إنجليزي الأصل وظهر بشخصية الأسطورة كينسي قبل أربعة قرون. لديه القدرة على إعادة التكوين والتشافي من الجراح.
- مولي والكر (أدير تيشلر): هي طفلة في السابعة من عمرها لديها القدرة على تحديد مكان أي شخص حي في العالم.
- هيرو ناكامورا (ماسي أوكا): ابن كايتو (أحد مؤسسي الشركة) لديه القدرة على التنقل عبر الزمان والمكان.
- مات باركمان (غريغ غرونبرغ): شرطي في مدينة نيويورك لديه القدرة على سماع أفكار الآخرين والتأثير في أفعالهم مثل والده ماوري (وهو من مؤسسي الشركة).
- بيتر بيتريلي (ميلو فينتيميليا): شقيق ناثان ظهر في هذا الموسم وهو يمتلك عدة قدرات خارقة كالسفر عبر الزمن والتشافي وإصدار صعقات كهربائية.
- ناثان بيتريلي (أدريان باسدار): مرشح سابق للكونغرس وشقيق بيتر والدته آنجيلا من مؤسسي الشركة وهو والد كلير الحقيقي.
- سايلر (زاكاري كوينتو): هو قاتل وسفاح يقوم بقتل الأشخاص ذوي القدرات الخارقة لكي يأخذ قواهم، فقد سايلر في هذا الموسم جميع قدراته ولكنه يستعيدها في الموسم الثالث.
- مايا هيريرا (دانيا راميريز): من الهندوراس وهي شقيقة أليخاندرو تمتلك القدرة على إطلاق فيروس مميت عندما تفضب.
- أليخاندرو هيريرا (شاليم أورتيز): شقيق مايا لديه القدرة على عكس مفعول الفيروس الذي تصدره مايا.
- مونيكا دوسون (دانا ديفيس): قريبة مايكا لديها القدرة على تقليد أي حركة فيزيائية تراها بشكل مذهل.

## قائمة حلقات الموسم الثاني
| الرقم | اسم الحلقة                               | الأحداث |
| ----- | ---------------------------------------- | --- |
| 1     | Four months later (بعد أربعة أشهر)       | يتم أولاً عرض بعض المشاهد من الموسم الأول ومشاهد لأحداث ستحدث في هذا الموسم. يُعين موهيندر كطبيب في الشركة من قبل "بوب بيشوب" وهو المسؤول الجديد فيها، ولكنه لايزال يعمل سراً مع بينيت لإسقاط الشركة. تنتقل عائلة بينيت من تكساس إلى كاليفورنيا. يعطي بينيت أوامر صارمة لكلير بعدم إظهار قواها للعلن. تتعرف كلير في مدرستها الجديدة بشاب اسمه "ويست" (والذي يُظهر لاحقاً قدرته على الطيران). يظهر أن مات لم يمت من إصابته. مات وموهيندر يتوليان العناية بمولي. ترى مولي عدة كوابيس حول رجل يستطيع أن يراها (يتبين لاحقاً أن هذا الرجل هو والد مات). يقابل هيرو بطله الأسطوري "كينسي" وذلك بعد انتقاله إلى ماضي اليابان عام 1671. يصبح ناثان مدمن على الكحول، ويشاهد أن له وجها مشوهاً كلما نظر في المرآة. التوأم مايا وأليخاندرو يهربان من الهندوراس وذلك بعد اتهامهما بالقتل ويحاولان الوصول إلى الولايات المتحدة لمقابلة والد موهيندر حيث أنهما لا يعلمان بموته. يظهر بيتر في أيرلندا وهو مقيد ومحبوس في الميناء ويكون فاقدا للذاكرة. |
| 2     | Lizards (السحالي)                        | عصابة من ثلاثة رحال إيرلنديين يجدون بيتر مقيداً في الميناء حيث كانوا يتوقعون أن يجدوا شيئاً ثميناً يخصهم، يستخدم بيتر قوته ليدافع عن نفسه ولكنهم يتمكنون من أخذه إلى مقرهم. يعود الرجل الهاييتي ويجتمع مع بينيت بعد أن حقنه موهيندر بدمه. تقتل مايا (والتي لها القدرة على إطلاق فيروس مميت عندما تغضب) من كانوا معها في الشاحنة التي تقلهم إلى الولايات المتحدة وذلك بعد أن أصابتها حالة من الغضب، ولكن أليخاندرو (أخوها والذي لديه القدرة على عكس مفعول الفيروس) يتمكن من إنقاذهم. بيتر يقابل "كايتلن "وهي شقيقة رئيس العصابة ويقع في حبها. مات يقابل أنجيلا ليحقق مها حول مقتل كايتو والد هيرو. يُظهر كينسي القدرة على التشافي. تقوم كلير بقطع اصبع من أصابع قدمها لتفاجئ بأنه يعود وينمو من جديد فيعلم "ويست" -والذي كان يراقبها من النافذة- بحقيقة كلير. |
| 3     | Kindred (القرابة)                        | يوافق بيتر أن يساعد العصابة في القيام بعملية سرقة مقابل أن يعطوه صندوقاً وجد معه في الميناء ويحوي معلومات عنه. يتبين أن دي ال قد مات. نيكي تترك مايكا لدى منزل جدته في نيو أورلينز بعد أن أمرته بعدم إظهار قدراته. تذهب نيكي إلى الشركة بطلب من بوب لتتلقى العلاج. يستيقذ سايلر بعد خضوعه لثماني عمليات ويجد نفسه في منزل فتاة اسمها "كانديس" في المكسيك. تظهر كانديس قدرتها على لتأثير بعقول الأشخاص. يجد سايلر أنه قد فقد جميع قدراته، حتى بعد قتله ل كانديس. يتفاجئ هيرو بأن كينسي ليس بطلاً بل هو قاطع طريق متشرد فيقرر أن يساعده.ينال بيتر ثقة رئيس العصابة. تكتشف كلير أن ويست يستطيع الطيران ويخبرها بأنه خطف عندما كان صغيرأ من قبل "الرجل ذو النظارات المقرنة ". يشاهد نوا لوحة من لوحات آيزاك يكون فيها ميتاً بعد إصابته بطلقة نارية في عينه. |
| 4     | The Kindness of Strangers (طيبة الغرباء) | قريبة مايكا "مونيكا داوسن" تكتشف قدرتها على تقليد أي حركة فيزيائية تشاهدها. يستعين مات بمساعدة ناثان لإيجاد الرجل الذي يقوم بقتل مؤسسي الشركة ومنهم كايتو (يتبين لاحقاً أن هذا الرجل هو آدم وهو ينتقم من مؤسسي الشركة). يكتشف مات أن والده ماوري هو أحد مؤسسي الشركة. ينضم سايلر إلى مايا وأليخاندرو في رحلتهم إلى نيويورك. تقرر مولي أن تساعد مات وأن تحدد له مكان "ماوري" وتنجح في ذلك ولكنها تدخل في غيبوبة. |
| 5     | Fight or Flight (القتال أو الطيران)      | امرأة تدعى "إلي بيشوب"(والتي لديها القدرة على توليد صعقات كهربائية) كلفت من قبل الشركة لإيجاد بيتر. يقتل رئيس العصابة الأيرلندية على يد إلي لرفضه البوح بمكان بيتر. يذهب مات وناثان للقبض على ماوري والد مات والذي أدخل مولي في غيبوبة وهي تحاول تحديد مكانه. يتمكن ماوري (والذي لديه القدرة على التحكم بالأحاسيس والأفكار مثل ابنه مات) من الهرب تاركاً مات وناثان غارقين في كوابيسهما ويذهب إلى مقر الشركة حيث توجد نيكي. موهيندر يأخذ مولي إلى الشركة لتتعالج بالرغم من تحذير "نوا" له. |
| 6     | The Line (الخط)                          | تُؤخذ مونيكا إلى الشركة لتُحقن بالفيروس والذي يحد من قدراتها الخارقة ولكنه يمكن أن يقتلها. يرفض موهيندر أمر بوب بحقن مونيكا. تكينسي يخون هيرو بعد أن شاهده وهو يقبل حبيبته يايكو. يسافر بيتر وكايتلن إلى مونترييل بعد أن وجدوا تذكرة طائرة ضمن أغراض بيتر، متوقعين أن يحصلوا على بعض الأجوبة هناك وبشكل مفاجئ ينتقل بيتر وكايتلن عبر الزمن إلى المستقبل ليجدا نفسيهما بعد عام في مدينة نيويورك. |
| 7     | Out Of Time (انتهاء الوقت)               | يكتشف بيتر وكايتلن أن 93% من سكان العالم ماتوا بعد انتشار سلالة معدية مميتة من الفيروس شانتي. تحقن نيكي نفسها بالفيروس بعد أن تلاعب ماوري بتفكيرها. يكتشف موهيندر أن دمه لم يعد قادراً على أن يشفي من الفيروس. يتمكن مات من هزيمة ماوري ويخرج مولي من غيبوبتها بعد اكتشافه أنه يستطيع التحكم بعقول الآخرين. يعود هيرو إلى الحاضر ويخبره آندو بمقتل والده. بوب يطلب من موهيندر أن يخطف كلير لأن دمها أصبح العلاج الوحيد للفيروس. موهيندر يكشف لبوب أنه كان ينوي الإيقاع بالشركة مع نوا. يعود بيتر بعد ذلك وبشكل مفاجئ إلى الحاضر ويكتشف أن كايتلن لم تعود معه. يقابل بيتر كينسي والذي أصبح اسمه "آدم مونرو". |
| 8     | Four Months Ago (منذ أربعة أشهر)         | تعرض هذه الحلقة الأحداث التي جرت بين الجزئين الأول والثاني. تبدأ الحلقة بلقاء بيتر مع آدم حيث يبدأ بيتر باستعادة ذاكرته لأنه امتص بعضاً من قدرة آدم على التشافي. وفي الماضي، يطير ناثان حاملاً بيتر معه وذلك قبل أنفجار بيتر. يطلب بيتر من ناثان أن يتركه يطير وحده (بعد أن امتص من قدرته على الطيران) ولكن ناثان يرفض ذلك. يحترق جسد ناثان لأنه يمسك بيتر قبل أنفجاره، ولا يعود قادراً على الطيران فيسقط ناثان تاركاً بيتر يعلو في الفضاء. ينفجر بيتر بعد ذلك ولكنه لا يصاب بأي أذى (لامتلاكه القدرة على التشافي من كلير) ويتمكن من اللحاق بناثان والامساك به قبل أن يسقط على الأرض ويطير به إلى أحد المشافي. نيكي تقابل بوب في المشفى حيث يتعالج دي إل من إصابته. مايا تقتل من كانوا في حفلة عرس أخيها بعد أن أصابها الغضب لمعرفتها بخيانة العروس.يُقتل دي إل في لوس أنجلوس أثناء بحثه عن نيكي (والتي عادت لها شخصية جيسيكا). يُسجن بيتر من قبل الشركة وهناك يلتقي "إلي بيشوب" والتي كانت تجلب له الدواء والطعام. يستيقظ ناثان في المستشفى وهو يعاني من حروق بالغة في جسده وتخبره أنجيلا بأن بيتر مفقود. يتعرف بيترعلى السجين الموجود في الغرفة المجاورة له والذي هو آدم (المسجون منذ ثلاثين عاماً لمحاولته حينها نشر الفيروس المميت) ويتمكن من الهروب برفقته، ويذهبان لرؤية ناثان في المستشفى. وهناك يحقن آدم ناثان بدمه ويظهر أن ناثان بدأ يتشافى من جراحه. إلي والرجل الهاييتي يتمكنان من اللحاق ببيتر وآدم. يمحي الهاييتي ذاكرة بيتر ويتركه مقيّداً في الميناء. وأما آدم فيتمكن من الفرار من إلي. وفي الحاضر، تغادر نيكي الشركة وتذهب إلى مايكا بعد أن وعدها موهيندر أن يجد العلاج المناسب للفيروس (والذي هو دم كلير). تعود لبيتر ذاكرته كاملة وتنتهي الحلقة بطلب آدم من بيتر أن ينقذا العالم. |
| 9     | Cautionary Tales (الحكايات التحذيرية)    | يقرر نوا أن يهرب مع عائلته من كاليفورنيا لخوفه من أن تعثر عليهم الشركة. أثناء جنازة كايتو (والد هيرو) يعود هيرو إلى الماضي ليكتشف أن آدم هو الذي قتل والده. يكتشف مات أن لديه القدرة ليس فقط على قراءة الأفكار وإنما أيضاً التأثير على أفعال الأشخاص. ينضم موهيندر إلى الشركة ويذهب مع إلي في مهمة لخطف كلير. يكتشف نوا أن كلير في خطر ويطلب مساعدة ويست. يقرر موهيندر أن يتكلم أولاً مع نوا ولكنه يرفض أن تُؤخذ ابنته إلى الشركة. موهيندر يأخذ بينيت ليقابلا إلي وهناك تُفاجئ إلي بويست الذي يطير بها ويصدمها بالسيارة فتفقد وعيها. يتمكن نوا من أخذ المسدس من موهيندر ويخطف إلي. وعند عودته إلى المنزل، يكتشف نوا أن بوب قد اختطف كلير فيقرر أن يبادلها مقابل ابنة بوب إلي. يأخذ بوب بعضاً من دم كلير. يطلب نوا من ويست أن يطير مع كلير بمجرد وصولها إليهم. تصاب إلي بطلقة نارية في يدها أطلقت من مسدس نوا. يقترب نوا من بوب ليقتله ولكن موهيندر يصيب نوا بطلقة نارية في عينه ويسقط نوا على الأرض تماماً كما تنبأت لوحة آيزاك. |
| 10    | Truth & Consequences (الحقيقة والعواقب)  | يقرر آدم وبيتر البحث عن الفيروس شانتي الذي أنتجته أبحاث الشركة في الماضي، فيذهبان إلى امرأة تدعى فيكتوريا هي مهندسة بيولوجية كانت من ضمن المجموعة المشرفة على التجارب، وهناك يتمكن بيتر من قراءة أفكارها ومعرفة أن الفيروس موجود في مكان سري محصن في مدينة تكساس. تظن عائلة بينيت أن نوا قد مات بعد أن قدم لهم بوب جرة تحتوي على رماده. يستيقذ بينيت بعد حقنه بدم ابنته ليجد نفسه محبوساً في الشركة.. يكتشف هيرو وآندو أن كينسي ما هو إلا آدم مونرو وأن عمره يقارب 400 عام. تسرق عصابة شوارع حقيبة مايكا والتي تحتوي على الوسام الذي تقلده والده قبل موته. تتبرع مونيكا أن تعيد الحقيبة لمايكا بأن تذهب إلى منزل رئيس العصابة، ولكن يتم الإمساك بها وخطفها. سايلر يقتل أليخاندرو ويتمكن من استمالة مايا. تتعلم مايا كيف تسيطر على قواها وتتمكن مع سايلر من الوصول إلى نيويورك وهناك يتصل سايلر بموهيندر ويطلب منه أن يلاقيه في منزله. يصل بيتر وآدم إل مصنع الأوراق في تكساس حيث يوجد الفيروس، وهناك يلتقي بيتر مع هيرو الذي يوقف الزمن ويحاول قتل آدم. |
| 11    | Powerless (بدون قوى)                     | يلتقي موهيندر مع سايلر ومايا. تكتشف مايا أن سايلر كان يكذب عليها. آنجيلا تخبر مات وناثان أن آدم ينوي إطلاق الفيروس وتدلهما على مكان الفيروس. بيتر يمنع هيرو من قتل آدم. ينضم نوا إلى الشركة بعد أن أخبره بوب بأن كلير سوف تعلن عن قواها الخارقة وذلك ليحمي ابنته. تخطف مونيكا من قبل عصابة شوارع ولكن نيكي تنقذها، تحاصر نيكي ضمن منزل يحترق. يشاهد مايكا ومونيكا انفجار المنزل ونيكي لا تزال بداخله. سايلر يقتل مايا ليتجنب غضبها، ولكن موهيندر يحقنها بدم كلير. يجتمع مات وناثان مع هيرو في المصنع ويتوجهوا لإيقاف بيتر وآدم. يكتشف بيتر أن آدم ينوي إطلاق الفيروس المميت. يتمكن بيتر من الإمساك بالقارورة التي تحتوي الفيروس قبل أن تسقط على الأرض. هيرو يضع آدم وهو حي في قبر تحت الأرض وذلك بعد إيقافه للزمن. إلي تنقذ موهيندر ومولي ومايا من سايلر الذي يتمكن من الهرب من مختبر موهيندر بعد حصوله على عينة من دم كلير. يقرر ناثان أن يطلع الصحافة عن الأشخاص ذوي القدرات الخارقة ولكنه يصاب بطلقتين ناريتين أثناء مؤتمره الصحفي. وفي نهاية الحلقة تعرض مشاهد من بداية القصة الثالثة (villains -الأوغاد-) حيث يستعيد سايلر قواه التي فقدها بعد أن يحقن نفسه بدم كلير. |

## روابط خارجية
- هيروز (الموسم الثاني) على موقع ميتاكريتيك (الإنجليزية)
- هيروز (الموسم الثاني) على موقع روتن توميتوز (الإنجليزية)